# Las Mantecas
Las Mantecas es un barrio del municipio de San Cristóbal de La Laguna, en la isla de Tenerife (Canarias, España). Constituye un sector de la entidad de población conocida como La Cuesta, localizada en la franja meridional del municipio. Junto al barrio se encuentra el polígono industrial homónimo, popularmente conocido como polígono industrial Los Majuelos.

## Demografía
No aparece como entidad independiente en los censos de población al ser englobado, junto a otros barrios, en La Cuesta.

## Transportes
- Tranvía de Tenerife:
  - Parada de Las Mantecas

En guagua queda conectado mediante las siguientes líneas de Titsa: 
| Línea | Trayecto | Recorrido | Frecuencia (Hora punta) |
| ----- | --- | --------- | ----------------------- |
| 217   | Intercambiador de Transportes de La Laguna - Los Andenes - El Cardonal - HUC - TF-5 - Intercambiador de Transportes de La Laguna          |           | 30 minutos              |
| 218   | Intercambiador de Transportes de La Laguna - TF-5 - HUC - El Cardonal - Tíncer - Los Andenes - Intercambiador de Transportes de La Laguna |           | 35 minutos              |

|}